# Drasteria yerburyi
Drasteria yerburyi là một loài bướm đêm trong họ Erebidae.